# TCR China Touring Car Championship 2020
La stagione 2020 del TCR China Touring Car Championship è la quarta edizione del campionato cadetto della coppa del mondo turismo. La competizione, il cui calendario è stato più volte rivisto e posticipato a causa della pandemia di COVID-19 del 2019-2021, è iniziata l'8 agosto a Zhuzhou e terminerà il 22 novembre a Macao.

## Scuderie e piloti
| Scuderia                            | Vettura                  | #   | Pilota            | Classe | Gare   |
| ----------------------------------- | ------------------------ | --- | ----------------- | ------ | ------ |
| MacPro Racing Team                  | Honda Civic Type R TCR   | 1   | Eurico de Jesus   |        | 6      |
| MacPro Racing Team                  | Honda Civic Type R TCR   | 93  | Ryan Wong         |        | 6      |
| TPR                                 | Audi RS3 LMS TCR         | 2   | Wo Wen Fa         |        | 6      |
| Champ Motorsport                    | Audi RS3 LMS TCR         | 3   | Yang Xi           | Am     | 6      |
| Champ Motorsport                    | Audi RS3 LMS TCR         | 333 | Yang Xi           | Am     | 1-2    |
| Champ Motorsport                    | Audi RS3 LMS TCR         | 53  | Chi Leung Ng      |        | 6      |
| T. A. Motorsport                    | Audi RS3 LMS TCR         | 26  | Filipe de Souza   | Am     | 3-6    |
| T. A. Motorsport                    | Audi RS3 LMS TCR         | 35  | Kevin Lam Ka Chun |        | 6      |
| Xinjun 326 Racing Team              | Audi RS3 LMS TCR         | 5   | Yifan Wu          | Am     | 6      |
| Xinjun 326 Racing Team              | Audi RS3 LMS TCR         | 51  | Yifan Wu          | Am     | 1-5    |
| Team MG XPower                      | MG6 XPower TCR           | 6   | Yue Cui           |        | 1-2    |
| Team MG XPower                      | MG6 XPower TCR           | 8   | Sun Chao          |        | 3-5    |
| Team MG XPower                      | MG6 XPower TCR           | 9   | Rodolfo Ávila     |        | 6      |
| Team MG XPower                      | MG6 XPower TCR           | 20  | Rodolfo Ávila     | 1-5    |        |
| Team MG XPower                      | MG6 XPower TCR           | 10  | Robert Huff       |        | 6      |
| Team MG XPower                      | MG6 XPower TCR           | 18  | Zhendong Zhang    |        | 1-6    |
| Team MG XPower                      | MG6 XPower TCR           | 22  | Xiaole He         |        | 1-5    |
| Team MG XPower                      | MG6 XPower TCR           | 22  | Andy Yan          |        | 6      |
| Team NewFaster                      | Audi RS3 LMS TCR         | 6   | Zou Baolong       | Am     | 6      |
| Team NewFaster                      | Audi RS3 LMS TCR         | 51  | Henry Lee Jr.     |        | 6      |
| Team NewFaster                      | Audi RS3 LMS TCR         | 77  | Sun Jun Long      |        | 6      |
| Team NewFaster                      | Audi RS3 LMS TCR         | 81  | Huang Chu Han     | Am     | 6      |
| Fancy Aspect                        | Volkswagen Golf GTI TCR  | 7   | Yan Chuang        | Am     | 6      |
| Fancy Aspect                        | Volkswagen Golf GTI TCR  | 77  | Yan Chuang        | Am     | 1-5    |
| Elegant Racing Team                 | CUPRA TCR                | 8   | Wong Kiang Kuan   |        | 6      |
| Elegant Racing Team                 | CUPRA TCR                | 16  | Kenneth Look      | Am     | 3, 6   |
| TRC                                 | Honda Civic TCR          | 12  | Wong Chin Hung    |        | 6      |
| TRC                                 | Honda Civic Type R TCR   | 68  | James Tang        |        | 6      |
| Shaanxi Tianshi Racing Team         | Audi RS3 LMS TCR         | 19  | Heng Hu           |        | 6      |
| Maximum Racing                      | Honda Civic TCR          | 21  | Ivan Szeto        |        | 6      |
| Maximum Racing                      | Honda Civic TCR          | 28  | Lo Sze Ho         |        | 6      |
| Zhang Han Biao                      | Audi RS3 LMS TCR         | 23  | Zhang Han Biao    |        | 6      |
| Shell Teamwork Lynk & Co Motorsport | Lynk & Co 03 TCR         | 29  | Sunny Wong        |        | 6      |
| Shell Teamwork Lynk & Co Motorsport | Lynk & Co 03 TCR         | 36  | Jason Zhang       |        | 6      |
| Shell Teamwork Lynk & Co Motorsport | Lynk & Co 03 TCR         | 55  | Ma Qinghua        |        | 1-6    |
| Shell Teamwork Lynk & Co Motorsport | Lynk & Co 03 TCR         | 312 | Wei Lu            |        | 1-2    |
| Shell Teamwork Lynk & Co Motorsport | Lynk & Co 03 TCR         | 333 | Yang Xi           | Am     | 3-5    |
| Z.Speed Racing                      | Audi RS3 LMS TCR         | 33  | Michael Wong      |        | 6      |
| Endless Sports                      | Alfa Romeo Giulietta TCR | 45  | Lung Yiu          |        | 6      |
| AHRT Autohome Racing Team           | Lynk & Co 03 TCR         | 61  | Qi Lin            | Am     | 6      |
| AHRT Autohome Racing Team           | Lynk & Co 03 TCR         | 601 | Tao Wang          | Am     | 3, 5   |
| AHRT Autohome Racing Team           | Lynk & Co 03 TCR         | 818 | Ziyi Zhang        | Am     | 1-2, 4 |
| AHRT Autohome Racing Team           | Lynk & Co 03 TCR         | 818 | Qi Lin            | Am     | 1-2    |
| PCT Racing                          | Alfa Romeo Giulietta TCR | 66  | Zhang Hanbiao     | Am     | 3      |
| Sony Kinetic Energy Team            | Audi RS3 LMS TCR         | 66  | Kin Veng Ng       |        | 6      |
| Falcon Racing Team                  | Volkswagen Golf GTI TCR  | 99  | Wei Hang He       |        | 6      |

## Calendario
| Gara | Gara | Circuito                               | Data        | Supporto                                        |
| ---- | ---- | -------------------------------------- | ----------- | ----------------------------------------------- |
| 1    | G1   | Circuito internazionale di Zhuzhou     | 8 agosto    | TCR Asia North Series Campionato cinese turismo |
| 1    | G2   | Circuito internazionale di Zhuzhou     | 8 agosto    | TCR Asia North Series Campionato cinese turismo |
| 2    | G3   | Circuito internazionale di Zhuzhou     | 9 agosto    | TCR Asia North Series Campionato cinese turismo |
| 2    | G4   | Circuito internazionale di Zhuzhou     | 9 agosto    | TCR Asia North Series Campionato cinese turismo |
| 3    | G5   | Shanghai Tianma Circuit                | 24 ottobre  |                                                 |
| 3    | G6   | Shanghai Tianma Circuit                | 25 ottobre  |                                                 |
| 4    | G7   | Jiangsu Wantrack International Circuit | 30 ottobre  |                                                 |
| 4    | G8   | Jiangsu Wantrack International Circuit | 31 ottobre  |                                                 |
| 5    | G9   | Jiangsu Wantrack International Circuit | 1º novembre |                                                 |
| 5    | G10  | Jiangsu Wantrack International Circuit | 1º novembre |                                                 |
| 6    | G11  | Circuito da Guia                       | 21 novembre |                                                 |
| 6    | G12  | Circuito da Guia                       | 22 novembre |                                                 |

## Risultati e classifiche

### Gare
| Gara | Circuito | Pole position | Giro veloce    | Pilota vincitore | Scuderia vincitrice                 | Vincitore Am    |
| ---- | -------- | ------------- | -------------- | ---------------- | ----------------------------------- | --------------- |
| 1    | Zhuzhou  | Ma Qinghua    | Ma Qinghua     | Ma Qinghua       | Shell Teamwork Lynk & Co Motorsport | Yang Xi         |
| 2    | Zhuzhou  |               | Ma Qinghua     | Ma Qinghua       | Shell Teamwork Lynk & Co Motorsport | Yifan Wu        |
| 3    | Zhuzhou  | Yang Xi       | Ma Qinghua     | Ma Qinghua       | Shell Teamwork Lynk & Co Motorsport | Yang Xi         |
| 4    | Zhuzhou  |               | Ma Qinghua     | Wei Lu           | Shell Teamwork Lynk & Co Motorsport | Yifan Wu        |
| 5    | Shanghai | Rodolfo Ávila | Ma Qinghua     | Ma Qinghua       | Shell Teamwork Lynk & Co Motorsport | Tao Wang        |
| 6    | Shanghai |               | Rodolfo Ávila  | Rodolfo Ávila    | Shell Teamwork Lynk & Co Motorsport | Tao Wang        |
| 7    | Jiangsu  | Xiaole He     | Xiaole He      | Xiaole He        | Team MG XPower                      | Yang Xi         |
| 8    | Jiangsu  |               | Rodolfo Ávila  | Rodolfo Ávila    | Team MG XPower                      | Filipe de Souza |
| 9    | Jiangsu  | Xiaole He     | Zhendong Zhang | Zhendong Zhang   | Team MG XPower                      | Tao Wang        |
| 10   | Jiangsu  |               | Sun Chao       | Sun Chao         | Team MG XPower                      | Tao Wang        |
| 11   | Macao    |               |                |                  |                                     |                 |
| 12   | Macao    |               |                |                  |                                     |                 |